# Р-809М
Р-809М «Ангара-М» — авиационная наземная переносная УКВ-радиостанция (рация). Выпускается ориентировочно с 1972 года. Модификация УКВ-радиостанции Р-809 «Ангара», использовавшейся авианаводчиками. Работает в симплексном режиме с амплитудной модуляцией.

## Характеристики

### Электробезопасность
- Питание от аккумулятора: 11...14 В
- Потребляемый ток:
  - На передачу — 2 А
  - На приём — 300 мА

### Передача и приём
- Диапазон частот приём и передач: от 100 до 150 МГц
- Чувствительность на приём: 5 мкВ
- Выходная мощность передатчика: 5...7 Вт
- Амплитудная модуляция, формирование частоты АПЧ по кварцевому синтезатору
- Отображение и установка частоты переключателями по разрядам (дискретность 25 кГц)

## Вариант Р-809М2
Следующей в модельном ряду шла полупроводниковая Р-809М2, выполненная по трансиверной схеме. Приёмником служил супергетеродин с двумя преобразованиями частоты, первый гетеродин — лавный генератор с ручной настройкой и системой автоматической подстройки частоты. Опорный сигнал для АПЧ — кварцевый синтезатор.  Низкочастотный выход приёмника рассчитан на подключение двух пар низкоомных или высокоомных головных телефонов и выносной громкоговоритель с встроенным УНЧ. Модуляционный вход передатчика рассчитан на подключение гарнитуры с микрофонным усилителем. Выходной каскад передатчика – ламповый (2 лампы 1П24Б). Для питания радиостанции в стационарных условиях применяется блок питания.
Параметры:
- Диапазон частот приём и передач: от 100 до 149,975 МГц
- Питание от аккумулятора: 11...13,5 В (в среднем 12,5 В)
- Чувствительность на приём: 6 мкВ
- Отображение и установка частоты переключателями по разрядам (дискретность 25 кГц)
- Выходная мощность передатчика: 0,5 Вт
- Максимальное отклонение частоты от номинальной: не более 15 кГц
- Промежуточные частоты
  - ПЧ1
    - 00 – 15,875 МГц
    - 25 – 15,850 МГц
    - 50 – 15,825 МГц
    - 75 – 15,8 МГц

  - ПЧ2: 1,6 МГц
- Нагрузка НЧ тракта: телефоны